# 塚越恒爾
塚越 恒爾（つかごし つねじ、1931年1月8日 - 2016年3月21日）は、元アナウンサー、児童文学作家。

## 人物・来歴
神風号のパイロットとして名前を知られた塚越賢爾の長男として東京に生まれる。
1955年横浜国立大学工学部卒業。当初は父と同じく朝日新聞社に入って航空分野で活躍しようとした節があるが、相談相手で賢爾を知っていた斉藤寅郎に「君は本流を歩きなさい」と反対され、NHKにアナウンサーとして入局。あさま山荘事件やアポロ11号月着陸の報道特別番組における現場からの中継に携わった。
1987年の定年退職後は対話総合研究所を設立して後進の指導を行う一方、児童文学の執筆も行い、「ファンタ爺さん」として全国の小学校で口演などを行い、語り伝えの普及に努めた。
みんなのうたの「ファンタ爺さんのうた」（2004年）は塚越をモデルとして描かれている。墓所は多磨霊園。

## 担当番組
- 午後のひととき
- 奥さんごいっしょに

## 著書
- 『あなたも国際人 恥をかかなくてすむ旅行・交際・日常マナー』梧桐書院, 1970
- 『ディスカッション入門 会議を成功させるじょうずな話し方』（話し方シリーズ） 新星出版社, 1975
- 『話しべたに勇気を与える本 話し上手になる秘訣』（日東新書） 日東書院, 1975
- 『口べたがなぜ人をつかむのか』主婦の友社, 1990.12
- 『コッコとコッカの冒険 ファンタ爺さんの物語』つかごしつねじ 作, つかごしていじ 絵. 日本放送出版協会, 2004.8
- 『金色の雲になったトラ』（ファンタ爺さんの話の庭）つかごしつねじ 作, つかごしていじ 絵. 小峰書店, 2006.8
- 『天馬と少年』(ファンタ爺さんの話の庭）つかごしつねじ 作, つかごしていじ 絵. 小峰書店, 2006.9

### 共著
- 『文字と数は教えるべきか 討論幼児教育』横地清、多湖輝、中沢和子、塩川寿平共著. 日本放送出版協会, 1978.4